# Myosotis ramosissima
El nomeolvides temprano, de las colinas o azul (Myosotis ramosissima) es una planta herbácea anual o bienal nativa de Europa, donde crece de manera silvestre en terrenos arenosos, en especial cerca de la costa.

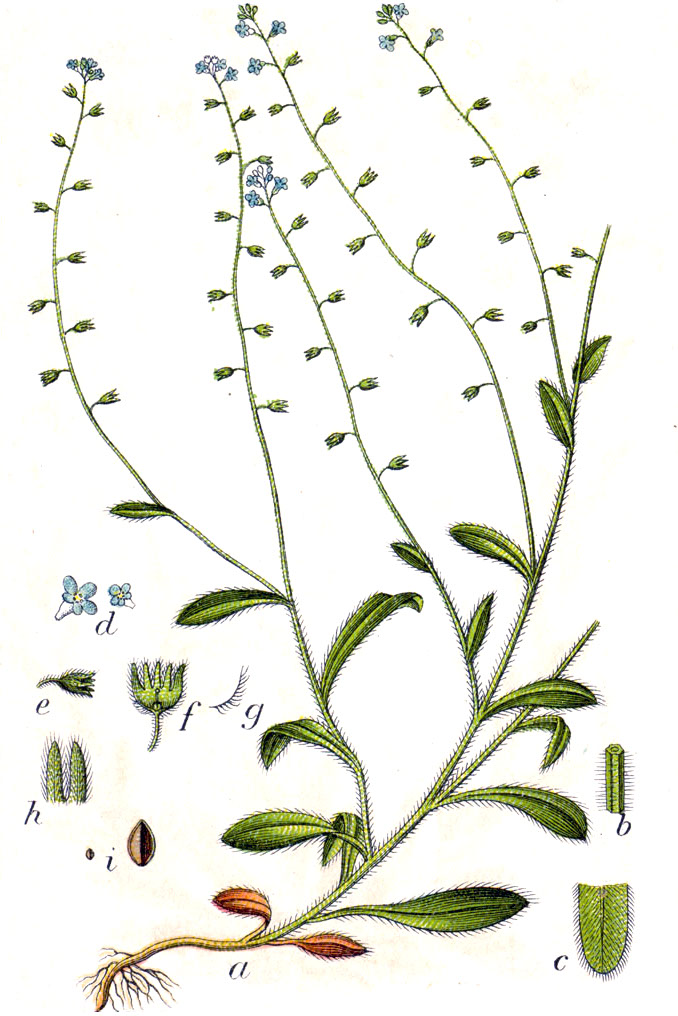
Ilustración

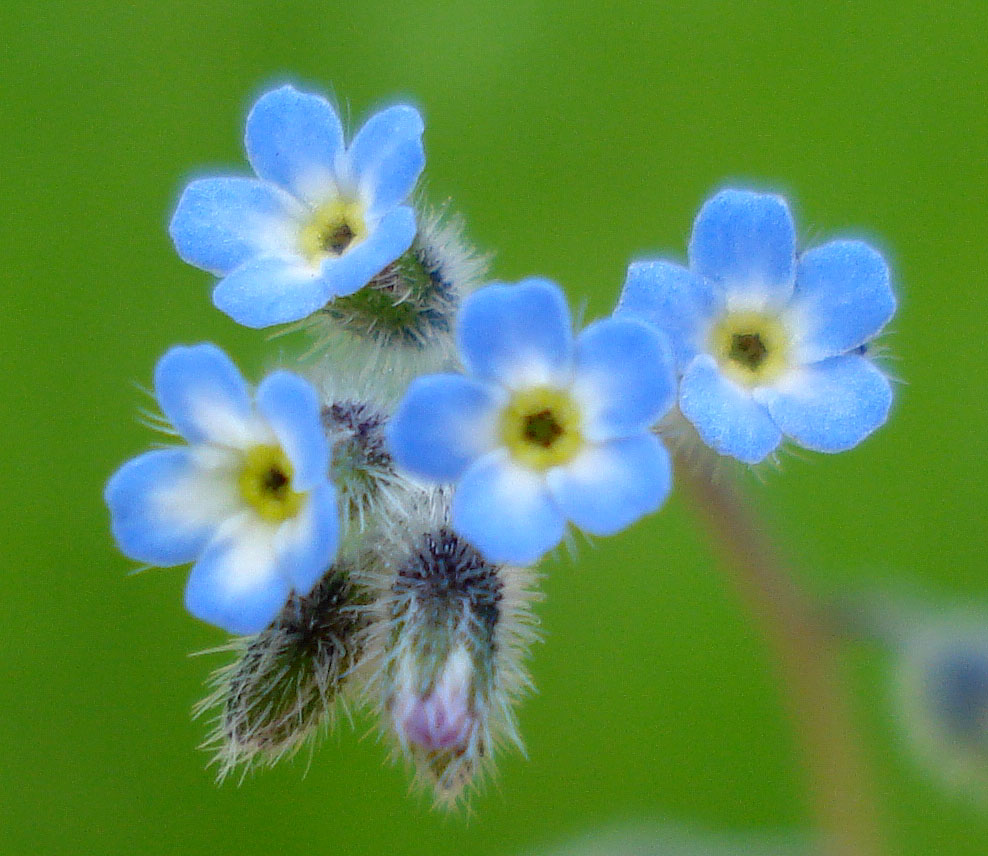
Flores

## Características
Es una hierba erecta, de hasta 30 cm de altura, con el tallo de sección circular y pubescente. Las hojas basales forman una roseta; las distales son alternas, ovadas a espatuladas, pubescentes, 
En primavera florece produciendo inflorescencias cimosas y elongadas de florecillas azules, raramente blancas con el margen azul, con la corola pentámera, de no más de 2 mm de longitud. El fruto es un aquenio de paredes muy duras, monoseminado; la semilla es parda y ovoide, con el ápice agudo.

## Hábitat y distribución
Crece de manera silvestre en Europa en terrenos arenosos y secos o en praderas, muchas veces cerca de la costa marítima. Es rara salvo en Italia y en las islas británicas se encuentra protegida.

## Usos
Esta especie en concreto no es utilizada para jardinería. Sin embargo sí el género, con especies sobresalientes, relleno de rocallas, composición de colores con el agravante de colores en distintas tonalidades. Forman conjuntos llamativos y decorativos. No se encuentran utilidades farmacológicas.

## Taxonomía
Myosotis ramosissima fue descrito por Rochel ex Schult. y publicado en Oesterreichs Flora. Ein Taschenbuch auf botanischen Excursionen, ed. 2 1: 366. 1814.
Citología
Número de cromosomas de Myosotis ramosissima (Fam. Boraginaceae) y táxones infraespecíficos: n=24
Etimología
Myosotis: nombre genérico que deriva del griego: mys, myos, que significa "ratoncillo" y otos, que significa "oreja", aludiendo a la forma de la hoja en algunas de las especies del género.
ramosissima: epíteto latíno que significa "con muchas ramas"
Sinonimia
- Myosotis gracillima  Loscos & Pardo
- Myosotis hispida Schltdl.
- Myosotis collina subsp. gracillima (Loscos & J.Pardo) Nyman
- Myosotis collina non Hoffm.
- Myosotis  globularis Samp.